# Tribija
Tribija (en cyrillique : Трибија) est un village de Bosnie-Herzégovine. Il est situé dans la municipalité de Vareš, dans le canton de Zenica-Doboj et dans la fédération de Bosnie-et-Herzégovine. Selon les premiers résultats du recensement bosnien de 2013, il abrite une population inférieure ou égale à 10 habitants.

## Géographie

### Situation et territoire
Le village est situé au bord de la rivière Tribija.

### Climat
Les données climatiques officielles de Tribija sont recueillies à la station météorologique de Sarajevo.
| Mois                              | jan. | fév. | mars | avril | mai  | juin | jui. | août | sep. | oct. | nov. | déc. |
| --------------------------------- | ---- | ---- | ---- | ----- | ---- | ---- | ---- | ---- | ---- | ---- | ---- | ---- |
| Température minimale moyenne (°C) | −4,4 | −2,3 | 0,6  | 4,4   | 8,5  | 11,4 | 12,8 | 12,6 | 9,7  | 5,7  | 1,6  | −2,8 |
| Température moyenne (°C)          | −0,9 | 1,5  | 5,1  | 9,4   | 14,1 | 17   | 18,9 | 18,5 | 15,1 | 10,4 | 5,3  | 0,3  |
| Température maximale moyenne (°C) | 2,7  | 5,9  | 10,4 | 15,1  | 20,3 | 23,1 | 25,5 | 25,7 | 22   | 16,5 | 9,7  | 3,5  |

| Diagramme climatique                                  |           |           |           |           |            |            |            |         |           |          |           |
| J                                                     | F         | M         | A         | M         | J          | J          | A          | S       | O         | N        | D         |
| 2,7−4,480                                             | 5,9−2,380 | 10,40,680 | 15,14,480 | 20,38,580 | 23,111,480 | 25,512,880 | 25,712,680 | 229,780 | 16,55,780 | 9,71,680 | 3,5−2,880 |
| Moyennes : • Temp. maxi et mini °C • Précipitation mm |           |           |           |           |            |            |            |         |           |          |           |

## Démographie

### Évolution historique de la population dans la localité
| 1948 | 1953 | 1961 | 1971 | 1981 | 1991 | 2013 |
| ---- | ---- | ---- | ---- | ---- | ---- | ---- |
| -    | -    | 188  | 103  | 70   | 52   | ≤ 10 |

|  |